# Famille Halévy
Pour les articles homonymes, voir Halevy.
La famille Halévy, à l'origine Lévy, est une famille française d'origine juive. De 1760 à 1920, elle a donné de nombreuses personnes célèbres dans le domaine de la musique et dans celui des lettres, parmi lesquels Ludovic Halévy, librettiste, auteur avec Henri Meilhac du Carmen de Bizet et de nombreuses opérettes d'Offenbach. La famille, restée très soudée, a la particularité d'une grande liberté religieuse marquée par une diversité de confessions : israélite, catholique ou protestante. La famille Halévy s'est alliée à la famille Breguet depuis le mariage de Ludovic Halévy avec Louise Breguet, .

## Le fondateur: Élie Halévy (1760-1826)
Élie Halfon Levy est né en 1760 à Fürth en Franconie (Allemagne). Le Grand dictionnaire universel du XIXe siècle de Pierre Larousse nous informe que « La ville doit surtout sa prospérité aux juifs qui, ne pouvant s'installer à Munich, y avaient établi leurs demeures. Il est le fils du rabbin Jaakov. Son petit-fils, Ludovic, écrira en 1801 que son grand-père est venu s'établir en France peu de temps après la Déclaration des droits de l'homme… » Il se maria avec Julie Mayer, originaire de Malzéville (Lorraine), à Paris, en l'an VI de la République (1798).
Le couple eut cinq enfants. Le premier, Jacques Fromental, est né le 7 prairial de l'an VII (26 mai 1799) et doit son prénom au nom de ce jour sur le calendrier révolutionnaire. Les suivants sont Zélie (1801), Léon (1802), Flore (1805) et Mélanie (1813).
Élie Lévy exerce la profession de négociant épicier rue du Temple à Paris. C'est dans ce milieu, juif et artisan, que Fromental et Léon sont élevés.
Élie se fait connaitre le 9 brumaire de l'an X (31 octobre 1801) lorsque les israélites chantent un hymne qu'il a composé en hébreu lors d'une cérémonie qui glorifie Bonaparte en le comparant au roi David. Napoléon ayant par décret organisé le système consistorial en 1808, Élie Lévy est nommé au Consistoire dont il sera le traducteur officiel.
Un autre décret impérial de 1808 fait obligation aux juifs de s'enregistrer à l'état civil et à cette occasion d'adopter un nom officiel. Élie Lévy choisit de se faire enregistrer sous le nom de Halévy, nom que la famille va désormais porter. Il est fait l'hypothèse que c'est en référence au poète Yehuda Ha Levi.
La famille Halévy a une aisance modeste sous l'Empire. Fromental est élève au Conservatoire, Léon est un des premiers israélites à fréquenter le lycée Charlemagne.
Sous la Restauration, Élie est le principal rédacteur du journal L’Israélite français, journal légitimiste. Il écrit en 1820 une Instruction morale et religieuse à l'usage de la jeunesse israélite. Ce livre montre l'attachement d'Élie à la fois à la culture israélite et à la bonne intégration en France.
La fin de sa vie est endeuillée par la mort de sa femme en 1819 puis de sa fille ainée, âgée de 23 ans, en 1824. Il meurt le 5 novembre 1826, alors que ses fils commencent à connaitre le succès.

## La deuxième génération
Jacques-Fromental Halévy (17 mai 1799 - 17 mars 1862) et son frère Léon Halévy (14 janvier 1802 - 2 septembre 1883) sont les personnes célèbres de cette génération, mais le bloc familial comprend aussi leurs sœurs, leurs épouses Léonie Rodrigues-Henriques pour Fromental et Alexandrine Le Bas pour Léon ainsi que Lucinde Paradol qui fut la maîtresse de Léon.
La sœur ainée, Zélie, est morte à 23 ans. Les deux autres sœurs, Flore et Mélanie, ont passée une grande partie de leur vie comme pensionnaires dans la maison de santé du docteur Blanche, c'est là que se fera soigner Léonie, épouse de Fromental, lors de ses crises de folie.
Leur père Élie est de confession israélite, mais ne s'implique pas directement dans l'éducation de ses enfants. Fromental est inscrit dès dix ans au Conservatoire de Paris et Léon étudie au Lycée Charlemagne.
Léon se marie le premier, en 1832, à Alexandrine, la fille de l'architecte Louis-Hippolyte Le Bas. Le couple s'installe à l'Institut, chez les Le Bas. Léon entre dans le monde des artistes, des savants et des écrivains. Il semble abandonner la religion juive, leurs enfants reçoivent une éducation catholique.
Fromental se marie dix ans après son frère, en 1842, à Léonie issue de la famille Rodrigues-Henriques, une famille juive aisée originaire de la région bordelaise. Fromental vient en 1854 vivre lui aussi à l'Institut, il a été nommé secrétaire perpétuel de l'Académie des beaux-arts.
Autre signe des liens étroits dans la famille : c'est Fromental qui est choisi par Lucinde Paradol comme tuteur d'Anatole, le fils issu de sa liaison avec Léon.

## La troisième génération
Ludovic Halévy (1er janvier 1834 - 8 mai 1908), auteur dramatique, librettiste et romancier, est certainement le membre le plus connu de cette troisième génération de la famille Halévy. Fils de Léon et d'Alexandrine, il a une sœur, Valentine, née le (12 décembre 1846 qui ne se maria pas, vécu toute sa vie avec leurs parents et s'occupa de sa mère jusqu'à la mort de cette dernière qu'elle suivit dans la tombe quelques mois plus tard, le 28 décembre 1893). Ludovic épouse en 1868 Louise Breguet (Louis Charles Breguet, le constructeur d'avions sera son neveu). Il faut noter que Ludovic, qui a reçu une éducation catholique, se marie au temple de l'Oratoire, Louise étant d'une famille de confession protestante, la famille Breguet étant depuis le XVIe siècle des calvinistes suisses puis français (avec notamment le pasteur Jean Breguet mort en 1592)
Il fait l'acquisition, en 1893, du château de Haute-Maison, à Sucy-en-Brie. Ce château, grande demeure bourgeoise, restera la propriété de la famille jusqu'en 1956.
Mais un autre membre de la famille, bien que ne portant pas le nom d'Halévy, est lui aussi connu. Il s'agit d'Anatole Paradol, né le 5 août 1829, demi-frère de Ludovic, né de la liaison de Léon avec la comédienne Lucinde Paradol. Il a, à la mort de sa mère, Fromental comme tuteur. Journaliste, essayiste, membre de l'Académie française, son suicide en 1870 va marquer la famille, d'autant plus que son propre fils Hjalmar se suicidera en 1877 à l'âge de 18 ans.
Geneviève Halévy (27 février 1849 - 22 décembre 1926) est une des deux filles de Fromental et de Léonie. Sa sœur aînée, Esther, meurt à 19 ans en 1864. Geneviève épouse en 1869 Georges Bizet dont elle a fait la connaissance car son père fut un professeur de celui-ci. Son cousin Ludovic sera le librettiste de Carmen. Veuve en 1875, elle s'installe chez son oncle Léon et tient salon, ce qu'elle fera jusqu'en 1910. Elle se remarie en 1886 avec l'avocat Émile Straus (1844-?).
Les deux suicides Paradol, les nombreux séjours de membres de la famille (Mélanie, Flore, Léonie, Léon et peut-être Ludovic) dans la clinique d'Émile Blanche qui est, tout comme son fils Jacques-Émile, un ami de la famille, contribuent à une rumeur sur la folie des Halévy. Il est vrai que Léon, Geneviève et Ludovic ont connu des crises de dépression, mais seule Léonie fut réellement malade par crises.

## La quatrième génération
- Élie Halévy (6 septembre 1870 - 21 août 1937)
- Daniel Halévy (12 décembre 1872 - 4 février 1962)

## Généalogie
- Élie Halfon Levy, puis Halévy, aussi dit Élie Alphonse Levieux (1760-1826)
  - x marié en 1798 à Paris avec Julie Mayer (1781-1819), cousins de la famille des  Mayer de Rothschild
    - Jacques-Fromental Halévy (1799-1862), compositeur de musique d'opéra
      - x marié le 27 avril 1842 avec Léonie Rodrigues-Henriquès (1820-1884), fille d'Alexandre dit l'aîné (1765-1834), banquier, et d'Esther Gradis (1780-1859)
        - Esther (1845-1864) - sans descendance
        - Geneviève Halévy (1849-1926), personnalité remarquable de la vie parisienne
          - x épouse en premières noces le 3 juin 1869 le compositeur de musique Georges Bizet
            - Jacques Bizet

          - x épouse en secondes noces le 17 février 1886, Émile Straus (1844-1939).

    - Zélie (1801-1824) - sans descendance
    - Léon Halévy (1802-1883), professeur de littérature, poète, fabuliste, dramaturge
      - x marié en 1832 avec Alexandrine Lebas (1815-1893), fille de  Louis-Hippolyte Lebas (1782-1867), célèbre architecte, et de Colombe Isambert
        - Ludovic Halévy (1834-1908), écrivain et librettiste d'opéra français
          - x marié le 30 juin 1863 avec Louise Breguet (1847-1930), fille de Louis Clément François Breguet (1804-1883), horloger et physicien français, et de Charlotte Lassieur (1815-1889)
            - Élie Halévy (Étretat 1870 - Sucy-en-Brie 1937), philosophe et historien
              - x épouse le 17 octobre 1901 Florence Noufflard (1877-1957)

            - Daniel Halévy (1872-1962), historien et essayiste français
              - x épouse le 28 novembre 1898 Marianne Vaudoyer (1880-1968)
                - Françoise-Hélène, mariée avec Louis Joxe, des descendants : Claude Nabokoff, Alain Joxe, Pierre Joxe, Denis Joxe
                - Léon, marié à Marie-Anne Vaucaire

        - Valentine (1846-1893) - sans descendance

      - x une liaison avec Mademoiselle Paradol, fille de la  Comédie-Française
        - Lucien-Anatole Prévost-Paradol (1829-1870)
          - x marié à Louise-Thérèse Morin (?-1869)
            - Lucy (1853-1878) religieuse, sans descendance
            - Thérèse (1855-1933) religieuse, sans descendance
            - Élisabeth (1856-1858) - sans descendance
            - Hjalmar (1859-1877 [suicide]) - sans descendance

    - Flore (1805-1872) - sans descendance
    - Mélanie (1815-1898) - sans descendance